# 浩勒包勒金诺尔
浩勒包勒金诺尔是一个位于中国内蒙古自治区鄂尔多斯市乌审旗的湖泊，面积约为17.3平方千米。